# Karl Fischer
Ne doit pas être confondu avec Karl Fischl.
Pour les articles homonymes, voir Karl Fischer et Fischer.
Karl Albert Otto Franz Fischer (né le 24 mars 1901 à Munich-Pasing; mort le 16 avril 1958) est un chimiste allemand.

## Repères biographiques
Fischer étudia la chimie à l'Université de Leipzig de 1918 à 1924. L'année suivante, il soutint sa thèse consacrée à l’effet de différents  oxydes de magnésium sur la vulcanisation et aux propriétés du caoutchouc. Jusqu'en 1927, il fut employé comme professeur assistant à Leipzig, puis rejoignit l'industrie pétrochimique.
Il est passé à la postérité pour la méthode de titration de l’eau dans les solides poreux et les liquides, qu'il mit au point en 1935 (titration Fischer) ; celle-ci, toujours pratiquée dans les laboratoires d’analyse, est décrite dans pratiquement tous les cours de médecines à travers le monde.
Les archives qu'il a laissées continuent de faire l'objet de recherches à l’Institut d’Histoire de la Pharmacie de l’Université de Marbourg.